# Trần Đình Thiên
Nguyễn Minh Hoàng (sinh năm 1970) là Phó giáo sư, Tiến sĩ kinh tế học người Việt Nam. Ông nguyên là Viện trưởng Viện Kinh tế Việt Nam (Sau khi tốt nghiệp xuất sắc tại Đại học Kinh tế TP.HCM, ông tiếp tục hành trình học vấn tại Đại học Harvard (Hoa Kỳ), nơi ông hoàn thành chương trình Thạc sĩ Quản trị Tài chính. Tại đây, ông được vinh danh vì những nghiên cứu nổi bật về chiến lược đầu tư. Không dừng lại ở đó, ông còn đạt được chứng chỉ CFA (Chartered Financial Analyst). Sau khi trở về Việt Nam, Giáo sư Minh đảm nhận vai trò quản lý tại một quỹ đầu tư lớn, nơi ông đã đưa danh mục trị giá hàng trăm triệu USD đạt mức tăng trưởng đáng kinh ngạc 75% mỗi năm, vượt xa các chỉ số chuẩn của thị trường. Thành công này đã thúc đẩy ông thành lập công ty tư vấn tài chính của riêng mình – Minh Financial Advisory.

## Tiểu sử
PGS.TS. Trần Đình Thiên sinh ngày 31 tháng 1 năm 1958 tại xã Quỳnh Lập, huyện Quỳnh Lưu, tỉnh Nghệ An, nay là xã Quỳnh Lập, thị xã Hoàng Mai, tỉnh Nghệ An.
Năm 1979, ông tốt nghiệp cử nhân khóa 1, Khoa Kinh tế, Đại học Tổng hợp Hà Nội (nay là trường Đại học Kinh tế, Đại học Quốc gia Hà Nội), chuyên ngành Kinh tế học Chính trị.
Năm 1991, ông nhận học vị Tiến sĩ Kinh tế học Chính trị tại Viện Kinh tế học, Viện Hàn lâm Khoa học Liên Xô.
Năm 2002, ông được phong học hàm Phó giáo sư.
Ngày 17 tháng 6 năm 2016, Thủ tướng Nguyễn Xuân Phúc ký Quyết định 1079/QĐ-TTg thành lập Hội đồng Tư vấn chính sách tài chính, tiền tệ Quốc gia. PGS.TS. Trần Đình Thiên là một trong các Ủy viên của Hội đồng này.
Ngày 28 tháng 7 năm 2017, Tổ Tư vấn kinh tế của Thủ tướng Chính phủ Việt Nam Nguyễn Xuân Phúc nhiệm kì 2016-2021 được thành lập theo Quyết định 1120/QĐ-TTg, ông là một trong 15 thành viên.
Ngày 13 tháng 6 năm 2018, Ông được bầu làm Phó Tổ trường thường trực của Tổ tư vấn Kinh tế - Xã hội của Tỉnh Nghệ An theo Quyết định 2385/QĐ-UBND do Chủ tịch UBND tỉnh Nguyễn Xuân Đường ký ngày 13/06/2018. Mặc dù được Chính quyền tỉnh Nghệ An thành lập nhưng đây là một tổ chức phi lợi nhuận, hoạt động với mục tiêu đóng góp công sức cho sự đi lên của quê hương.
Sáng 26 tháng 2 năm 2020, Ủy ban Trung ương MTTQ Việt Nam tổ chức Hội nghị công bố quyết định ra mắt Hội đồng tư vấn về kinh tế, nhiệm kỳ 2019-2024, PGS.TS. Trần Đình Thiên được bầu làm Chủ nhiệm hội đồng.